# 水西停车场
水西停车场位于中国广东省广州市黄埔区长岭街道燕山站东北侧，是广州地铁21号线的车辆基地。

## 基本信息
水西停车场隶属镇龙车辆段管理，具备21号线车辆的停放及日常保养功能。场内设洗车线1列位，周月检1列位，停车列检10列位。场内设有综合楼、运转综合楼、停车列检库、派出所等建筑。
水西停车场设有上盖的TOD开发项目星樾·山畔；同时建有配套的地铁车站燕山站，紧邻水西停车场。

## 历史
水西停车场于2015年6月正式开工，2019年3月23日完成出入线冷滑试验，同月31日完成“三权”移交。